# Sumidouro
Sumidouro is een gemeente in de Braziliaanse deelstaat Rio de Janeiro. De gemeente telt 15.219 inwoners (schatting 2009).
De gemeente grenst aan Carmo, Duas Barras, Nova Friburgo, São José do Vale do Rio Preto, Sapucaia en Teresópolis.